# Улица Шостаковича (Санкт-Петербург)
Улица Шостако́вича — улица в жилом районе Шувалово-Озерки Выборгского административного района Санкт-Петербурга. Проходит от улицы Симонова до проспекта Энгельса.

## История
4 июля 1977 года новая улица была названа в честь выдающегося композитора, пианиста, педагога и общественного деятеля, народного артиста СССР, Героя Социалистического Труда Дмитрия Дмитриевича Шостаковича (1906—1975).
В сентябре 2009 года на нечётной стороне улицы у перекрёстка с проспектом Энгельса был установлен памятник Д. Д. Шостаковичу, а через 5 лет, в сентябре 2014 года на том же перекрёстке, но на чётной стороне, был открыт музыкальный фонтан «Времена года».

## Здания и сооружения
До середины 1990-х годов большую часть чётной стороны улицы занимала территория прядильно-ткацкой фабрики «Искра», оставшуюся часть — автостоянки, гаражи и пустыри. В середине 1990-х годов фабрика была закрыта.
В начале 2000-х годов часть территории бывшей фабрики была преобразована в бизнес-центр, а часть — в небольшой торгово-развлекательный комплекс (ТРК) «Лидер». В середине 2000-х годов были достроены корпуса бывшей фабрики, брошенные ещё в начале 1990-х годов, и вся территория бывшей фабрики была преобразована в один из крупнейших ТРК севера Санкт-Петербурга — «Гранд Каньон». На территории «Гранд Каньона» расположены много различных брендовых магазинов, современный кинотеатр, ресторанный дворик, а также магазины сетей О'Кей и К-Раута. В конце 2000-х годов вдоль проспекта Энгельса была сделана крытая торгово-рекреационная зона, названная «Дорога в Гранд-Каньон».
В начале-середине 2010-х годов под маркой «Гранд Каньон» на чётной стороне улице Шостаковича появилось ещё два здания — мебельный центр и гостиница. Последняя была построена на месте гаражей и небольшого рынка, появившегося в начале 2000-х годов на месте пустырей.
На нечётной стороне улицы располагаются три многоквартирных жилых дома: панельные дома постройки конца 1970-х годов, кирпичный — середины 2000-х годов.

## Пересечения
- улица Симонова
- проспект Энгельса

## Транспорт
Ближайшая к улице Шостаковича станция метро — «Проспект Просвещения» 2-й (Московско-Петроградской) линии, расстояние по прямой — около 650 метров.
Маршрутов общественного транспорта на улице Шостаковича нет.